# Centro de Educação Ambiental das Ribeiras de Gaia
O Centro de Educação Ambiental das Ribeiras de Gaia (CEARG) é uma instituição publica de educação ambiental, dependente da Águas de Gaia, EM, que se dedica a educação ambiental.
Desenvolve, no âmbito da sua actividade acções pedagógicas e de divulgação ambiental, com enfoque nas características típicas do concelho onde se insere, nomeadamente nos campos da água, energia, resíduos e conservação da natureza.
Possui um centro de documentação especializado na área ambiental, aquários com várias espécies típicas das ribeiras do concelho, uma sala de monitorização da qualidade da água da Ribeira do Espírito Santo, e salas para exposições.